# 巴莱尔
巴莱尔（Baler）是菲律宾奥罗拉省的省府。2015年人口39,562。
巴莱尔距离马尼拉231公里。地理上位于平原地区南部至巴勒爾灣终点。
自1951年6月14日，成为该省首府。